# Bóng rổ tại Đại hội Thể thao Đông Nam Á 2003
Môn Bóng rổ tại Đại hội Thể thao Đông Nam Á năm 2003 được tổ chức từ ngày 7 đến ngày 13 tháng 12 năm 2003 tại Nhà thi đấu Quân khu 7, Thành phố Hồ Chí Minh, Việt Nam. Kỳ đại hội này bao gồm cả hai nội dung thi đấu đồng đội nam và đồng đội nữ.
Đội tuyển Philippines đã toàn thắng tất cả các trận đấu của mình để giành danh hiệu vô địch nam lần thứ 13 và là lần thứ bảy liên tiếp kể từ SEA Games 1991. Trong khi đó, đội tuyển Malaysia, dù để thua trận cuối cùng trước Thái Lan trong ngày thi đấu cuối cùng, vẫn kịp giành danh hiệu vô địch nữ lần thứ ba liên tiếp kể từ năm 1997, và là danh hiệu thứ 10 trong lịch sử tham dự SEA Games.
Kỳ đại hội lần này có sự góp mặt của sáu quốc gia, và cả hai nội dung nam – nữ đều được tổ chức và đại diện bởi các đội tuyển quốc gia trong khu vực.

## Giải đấu nam

### Quốc gia tham dự
- Indonesia
- Malaysia
- Philippines
- Singapore
- Thái Lan
- Việt Nam

### Kết quả
| VT | Đội          | ST | T | B | ĐT  | ĐB  | HS   | Đ  | Kết quả chung cuộc |
| -- | ------------ | -- | - | - | --- | --- | ---- | -- | ------------------ |
| 1  | Philippines  | 5  | 5 | 0 | 464 | 289 | +175 | 10 | Huy chương vàng    |
| 2  | Thái Lan     | 5  | 4 | 1 | 397 | 370 | +27  | 9  | Huy chương bạc     |
| 3  | Malaysia     | 5  | 3 | 2 | 323 | 268 | +55  | 8  | Huy chương đồng    |
| 4  | Singapore    | 5  | 2 | 3 | 333 | 380 | −47  | 7  |                    |
| 5  | Indonesia    | 5  | 1 | 4 | 366 | 361 | +5   | 6  |                    |
| 6  | Việt Nam (H) | 5  | 0 | 5 | 300 | 486 | −186 | 5  |                    |

| 6 tháng 12 năm 2003 |  | Singapore | 68–64 | Indonesia |  | Nhà thi đấu Quân khu 7, Thành phố Hồ Chí Minh |

| 6 tháng 12 năm 2003 |  | Việt Nam | 56–98 | Malaysia |  | Nhà thi đấu Quân khu 7, Thành phố Hồ Chí Minh |

| 7 tháng 12 năm 2003 |  | Malaysia | 79–68 | Indonesia |  | Nhà thi đấu Quân khu 7, Thành phố Hồ Chí Minh |

| 7 tháng 12 năm 2003 20:30 | Report | Philippines                             | 85–49 | Thái Lan             |  | Nhà thi đấu Quân khu 7, Thành phố Hồ Chí Minh |
| 7 tháng 12 năm 2003 20:30 | Report | Điểm mỗi set: 28–18, 21–11, 24–6, 12–14 |       |                      |  | Nhà thi đấu Quân khu 7, Thành phố Hồ Chí Minh |
| 7 tháng 12 năm 2003 20:30 | Report | Điểm: de Ocampo 18                      |       | Điểm: Chintanasid 16 |  | Nhà thi đấu Quân khu 7, Thành phố Hồ Chí Minh |

| 8 tháng 12 năm 2003 |  | Indonesia | 91–62 | Việt Nam |  | Nhà thi đấu Quân khu 7, Thành phố Hồ Chí Minh |

| 8 tháng 12 năm 2003 |  | Thái Lan | 89–67 | Singapore |  | Nhà thi đấu Quân khu 7, Thành phố Hồ Chí Minh |

| 9 tháng 12 năm 2003 16:30 | Report | Việt Nam                                | 53–117 | Philippines         |  | Nhà thi đấu Quân khu 7, Thành phố Hồ Chí Minh |
| 9 tháng 12 năm 2003 16:30 | Report | Điểm mỗi set: 12–34, 8–32, 17–27, 16–24 |        |                     |  | Nhà thi đấu Quân khu 7, Thành phố Hồ Chí Minh |
| 9 tháng 12 năm 2003 16:30 | Report | Điểm: To 15                             |        | Điểm: Yap, Sotto 17 |  | Nhà thi đấu Quân khu 7, Thành phố Hồ Chí Minh |

| 9 tháng 12 năm 2003 |  | Singapore | 65–72 | Malaysia |  | Nhà thi đấu Quân khu 7, Thành phố Hồ Chí Minh |

| 10 tháng 12 năm 2003 16:30 | Report | Philippines                            | 97–56 | Singapore         |  | Nhà thi đấu Quân khu 7, Thành phố Hồ Chí Minh |
| 10 tháng 12 năm 2003 16:30 | Report | Điểm mỗi set: 25–9, 31–9, 24–23, 17–15 |       |                   |  | Nhà thi đấu Quân khu 7, Thành phố Hồ Chí Minh |
| 10 tháng 12 năm 2003 16:30 | Report | Điểm: de Ocampo 17                     |       | Điểm: Koh M.K. 29 |  | Nhà thi đấu Quân khu 7, Thành phố Hồ Chí Minh |

| 10 tháng 12 năm 2003 20:30 |  | Thái Lan | 77–73 | Indonesia |  | Nhà thi đấu Quân khu 7, Thành phố Hồ Chí Minh |

| 11 tháng 12 năm 2003 16:30 |                                         | Indonesia | 70–75        | Philippines |  | Nhà thi đấu Quân khu 7, Thành phố Hồ Chí Minh |
| 11 tháng 12 năm 2003 16:30 | Điểm mỗi set: 22–11, 17–23, 9–26, 24–15 |           |              |             |  | Nhà thi đấu Quân khu 7, Thành phố Hồ Chí Minh |
| 11 tháng 12 năm 2003 16:30 | Điểm: Wuysang 29                        |           | Điểm: Yap 22 |             |  | Nhà thi đấu Quân khu 7, Thành phố Hồ Chí Minh |

| 11 tháng 12 năm 2003 |  | Malaysia | 74–79 | Thái Lan |  | Nhà thi đấu Quân khu 7, Thành phố Hồ Chí Minh |

| 12 tháng 12 năm 2003 |  | Việt Nam | 58–77 | Singapore |  | Nhà thi đấu Quân khu 7, Thành phố Hồ Chí Minh |

| 13 tháng 12 năm 2003 11:00 |                                        | Philippines | 90–61 | Malaysia |  | Army Sport Gymnasium, Thành phố Hồ Chí Minh |
| 13 tháng 12 năm 2003 11:00 | Điểm mỗi set: 26–8, 19–18, 31–9, 14–26 |             |       |          |  | Army Sport Gymnasium, Thành phố Hồ Chí Minh |
| 13 tháng 12 năm 2003 11:00 | Điểm: Yap 22                           |             |       |          |  | Army Sport Gymnasium, Thành phố Hồ Chí Minh |

| 13 tháng 12 năm 2003 |  | Thái Lan | 103–71 | Việt Nam |  | Nhà thi đấu Quân khu 7, Thành phố Hồ Chí Minh |

## Giải đấu nữ

### Quốc gia tham dự
- Indonesia
- Malaysia
- Philippines
- Singapore
- Thái Lan
- Việt Nam

### Kết quả
| VT | Đội          | ST | T | B | ĐT  | ĐB  | HS   | Đ | Kết quả chung cuộc |
| -- | ------------ | -- | - | - | --- | --- | ---- | - | ------------------ |
| 1  | Malaysia     | 5  | 4 | 1 | 405 | 290 | +115 | 9 | Huy chương vàng    |
| 2  | Singapore    | 5  | 4 | 1 | 335 | 288 | +47  | 9 | Huy chương bạc     |
| 3  | Philippines  | 5  | 3 | 2 | 314 | 288 | +26  | 8 | Huy chương đồng    |
| 4  | Thái Lan     | 5  | 3 | 2 | 367 | 335 | +32  | 8 |                    |
| 5  | Indonesia    | 5  | 1 | 4 | 283 | 365 | −82  | 6 |                    |
| 6  | Việt Nam (H) | 5  | 0 | 5 | 290 | 428 | −138 | 5 |                    |

1. 1 2  Điểm số đối đầu trực tiếp trong giải đấu Malaysia 2, Singapore 1
2. 1 2  Điểm số đối đầu trực tiếp trong giải đấu Philippines 2, Thailand 1

| 6 tháng 12 năm 2003 |  | Indonesia | 44–70 | Singapore |  | Nhà thi đấu Quân khu 7, Thành phố Hồ Chí Minh |

| 7 tháng 12 năm 2003 |  | Malaysia | 93–45 | Việt Nam |  | Nhà thi đấu Quân khu 7, Thành phố Hồ Chí Minhy |

| 7 tháng 12 năm 2003 18:30 | Report | Philippines | 84–82 | Thái Lan |  | Nhà thi đấu Quân khu 7, Thành phố Hồ Chí Minh |

| tháng 12 năm 2003 |  | Việt Nam | 75–83 | Indonesia |  | Nhà thi đấu Quân khu 7, Thành phố Hồ Chí Minh |

| tháng 12 năm 2003 |  | Thái Lan | 56–70 | Singapore |  | Nhà thi đấu Quân khu 7, Thành phố Hồ Chí Minh |

| 9 tháng 12 năm 2003 14:30 |  | Malaysia | 65–54 | Philippines |  | Nhà thi đấu Quân khu 7, Thành phố Hồ Chí Minh |

| tháng 12 năm 2003 |  | Indonesia | 57–70 | Thái Lan |  | Nhà thi đấu Quân khu 7, Thành phố Hồ Chí Minh |

| 10 tháng 12 năm 2003 14:30 | Report | Philippines                             | 81–50 | Việt Nam |  | Nhà thi đấu Quân khu 7, Thành phố Hồ Chí Minh |
| 10 tháng 12 năm 2003 14:30 | Report | Điểm mỗi set: 22–16, 24–6, 19–11, 16–17 |       |          |  | Nhà thi đấu Quân khu 7, Thành phố Hồ Chí Minh |
| 10 tháng 12 năm 2003 14:30 | Report | Điểm: Enriquez 15                       |       |          |  | Nhà thi đấu Quân khu 7, Thành phố Hồ Chí Minh |

| 10 tháng 12 năm 2003 18:30 |  | Singapore | 65–83 | Malaysia |  | Nhà thi đấu Quân khu 7, Thành phố Hồ Chí Minh |

| 11 tháng 12 năm 2003 14:30 |                                        | Philippines | 55–47 | Indonesia |  | Nhà thi đấu Quân khu 7, Thành phố Hồ Chí Minh |
| 11 tháng 12 năm 2003 14:30 | Điểm mỗi set: 19–8, 9–12, 14–15, 13–12 |             |       |           |  | Nhà thi đấu Quân khu 7, Thành phố Hồ Chí Minh |
| 11 tháng 12 năm 2003 14:30 | Điểm: Vega 14                          |             |       |           |  | Nhà thi đấu Quân khu 7, Thành phố Hồ Chí Minh |

| tháng 12 năm 2003 |  | Việt Nam | 55–85 | Thái Lan |  | Nhà thi đấu Quân khu 7, Thành phố Hồ Chí Minh |

| tháng 12 năm 2003 |  | Việt Nam | 65–86 | Singapore |  | Nhà thi đấu Quân khu 7, Thành phố Hồ Chí Minh |

| tháng 12 năm 2003 |  | Malaysia | 95–52 | Indonesia |  | Nhà thi đấu Quân khu 7, Thành phố Hồ Chí Minh |

| 13 tháng 12 năm 2003 09:00 |                                       | Singapore | 44–40 | Philippines |  | Nhà thi đấu Quân khu 7, Thành phố Hồ Chí Minh |
| 13 tháng 12 năm 2003 09:00 | Điểm mỗi set: 9–10, 6–9, 13–11, 16–10 |           |       |             |  | Nhà thi đấu Quân khu 7, Thành phố Hồ Chí Minh |

| 13 tháng 12 năm 2003 13:00 |  | Thái Lan | 74–69 | Malaysia |  | Nhà thi đấu Quân khu 7, Thành phố Hồ Chí Minh |